# Перчатки
Перчатки — вид одежды для кистей рук, в отличие от рукавиц — с отделениями для каждого пальца.
Изготавливаются из кожи, резины, ткани и других материалов.

## Происхождение названия
Русское слово «перчатки» происходит от слова перст — то есть палец. Известны следующие версии:
- «рукавицы перстатые», которое преобразовалось в «перстатки»;
- переща́тка, которое преобразовалось в «перстатки»;
- пьрстатица, которое преобразовалось в «перстатки».

## История
Перчатки бытовали ещё в Древнем Египте, где они были символом высокого положения. Самые древние перчатки были обнаружены археологами в гробнице египетского фараона Тутанхамона. Первоначально их делали без чехлов для пальцев, то есть как митенки, и они использовались для защиты рук во время еды, а также при стрельбе из лука. В средние века рыцарские доспехи обязательно включали в себя перчатки; сначала они были продолжением рукавов кольчуги, потом стали изготовляться отдельно. Когда появился латный доспех, к кольчужной перчатке стали с тыльной стороны кисти крепить латную пластину, защищавшую кисть и пальцы. Особые перчатки из толстой кожи, с широкими крагами, надевали во время соколиной охоты.
Роль перчаток была также символична, они выполняли определённую социальную функцию, как знаки различия. В Средневековье перчатки, вместе с аметистовым перстнем и особым посохом вручали человеку, назначенному на должность епископа, как знак его власти. Дамы дарили кавалерам перчатку в знак любви; такой подарок было принято прикреплять к головному убору, воинам вручали перчатки при посвящении в рыцари. Общеизвестно, что перчатки использовали для вызова на поединок (до сих пор выражение «бросить кому-либо перчатку» бытует во многих европейских языках, в том числе и в русском). Вместе с тем здороваться с кем-либо, не сняв перчатки, считалось неприличным. В церкви тоже полагалось снимать перчатки (такое правило сохраняется в католических храмах и сейчас).
В XII веке сначала в Италии, а потом во Франции возникли цеха ремесленников‑перчаточников, чьё ремесло стало весьма почётным, а перчатки — предметом роскоши.
В XVI веке перчатка удлиняется до локтя, и впервые в 1566 году в таких перчатках появляется английская королева Елизавета I на приёме в Оксфорде.
В XVI — XVII веках в русском стрелецком войске «начальные люди» (офицеры) отличались от рядовых стрельцов покроем одежды, вооружением, а также имели трость и рукавицы или перчатки с запястьями.

## Разновидности перчаток
- Классические перчатки
- Митенки — перчатки без пальцев
- Длинные вечерние перчатки (женские)
- Хирургические перчатки
- Перчатки с крагами (мотоциклетные; также «перчатки без пальцев»)
- Строительные перчатки
- Боксерские перчатки - спортивная экипировка для бокса
- Варежки

- Отсортированные перчатки (коллекция музея)
- Минойский молодёжный бокс, Кносская фреска. Один из самых ранних документированных случаев использования перчаток.
- Портрет мадам Паулин в перчатках, Пьер Огюст Ренуар
- Перчатка в память о визите генерала Лафайета в США в 1824 году.[2]
- Одноразовая нитриловая перчатка
- Сухие перчатки скуба-дайвинга
- Перчатки для гонщиков
- Трехпалые армейские стрелковые перчатки
- Перчатки для сенсорного экрана, кончик пальца
- Кожаные перчатки без пальцев
- Чёрные кожаные перчатки на подкладке с красными кожаными фуршетами
- Повреждённая перчатка Ричарда Мастраккио во время STS-118
- Саамские рукавицы
- Гибридная перчатка / рукавица
- Антивибрационные защитные перчатки.
- Перчатка Майкла Джексона